# Andong Gymnasium
Andong Gymnasium – hala widowiskowo-sportowa w mieście Andong, w Korei Południowej. Została oddana do użytku w roku 2002, może pomieścić 6262 widzów. Obiekt był jedną z aren rozgrywek koszykarskich na Letniej Uniwersjadzie 2003.